# Thermonectus
Thermonectus là một chi bọ cánh cứng trong họ Dytiscidae. Đây là chi bản địa của Tân Thế giới, phân bố chủ yếu ở vùng ôn đới đến nhiệt đới, chỉ có một loài, T. basilaris sống ở phía bắc của miền nam Ontario, Canada.

## Hình ảnh

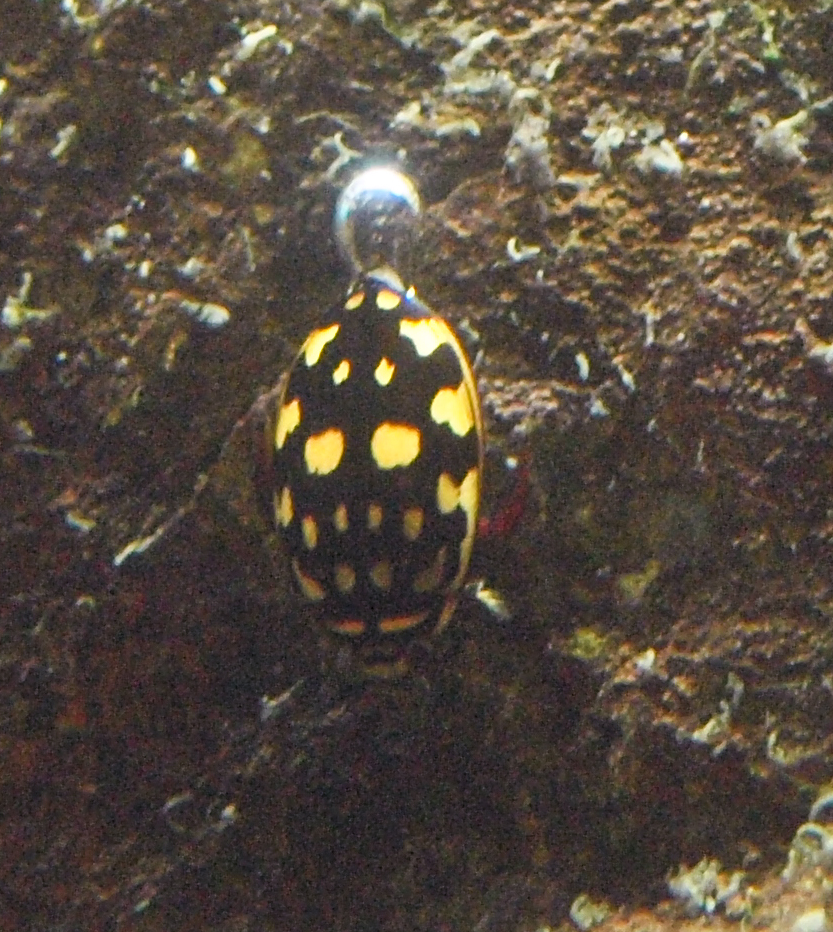